# Resilient
Resilient è il quindicesimo album in studio del gruppo musicale heavy metal tedesco Running Wild.
Si tratta del secondo album dopo la separazione avvenuta nel 2009, dopo il precedente Shadowmaker, ed è stato pubblicato il 2 ottobre 2013 dalla SPV GmbH.

## Tracce
1. Soldiers of Fortune – 4:26
2. Resilient – 4:42
3. Adventure Highway – 4:17
4. The Drift – 4:46
5. Desert Rose – 5:18
6. Fireheart – 4:40
7. Run Riot – 4:33
8. Down to the Wire – 4:03
9. Crystal Gold – 4:27
10. Bloody Island – 9:56
11. Payola & Shenanigans – 4:41 – bonus track del digipak
12. Premonition – 4:17 – bonus track del digipak

## Formazione
- Rolf "Rock 'n' Rolf" Kasparek - voce, chitarra, basso
- Peter "PJ" Jordan - chitarra